# Reiterstatue des Duke of Wellington (Glasgow)

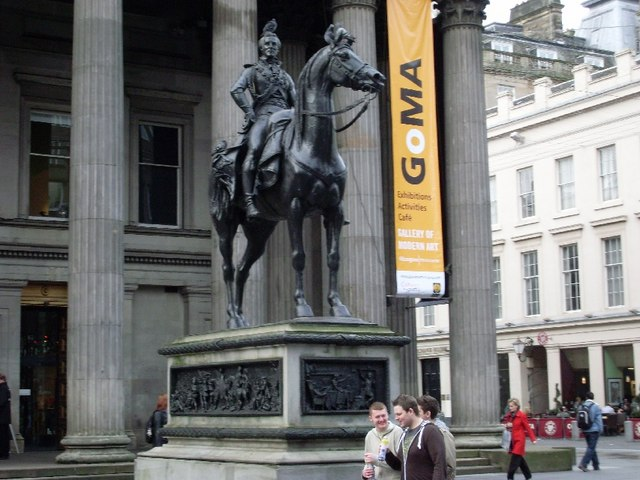
Duke of Wellington Statue

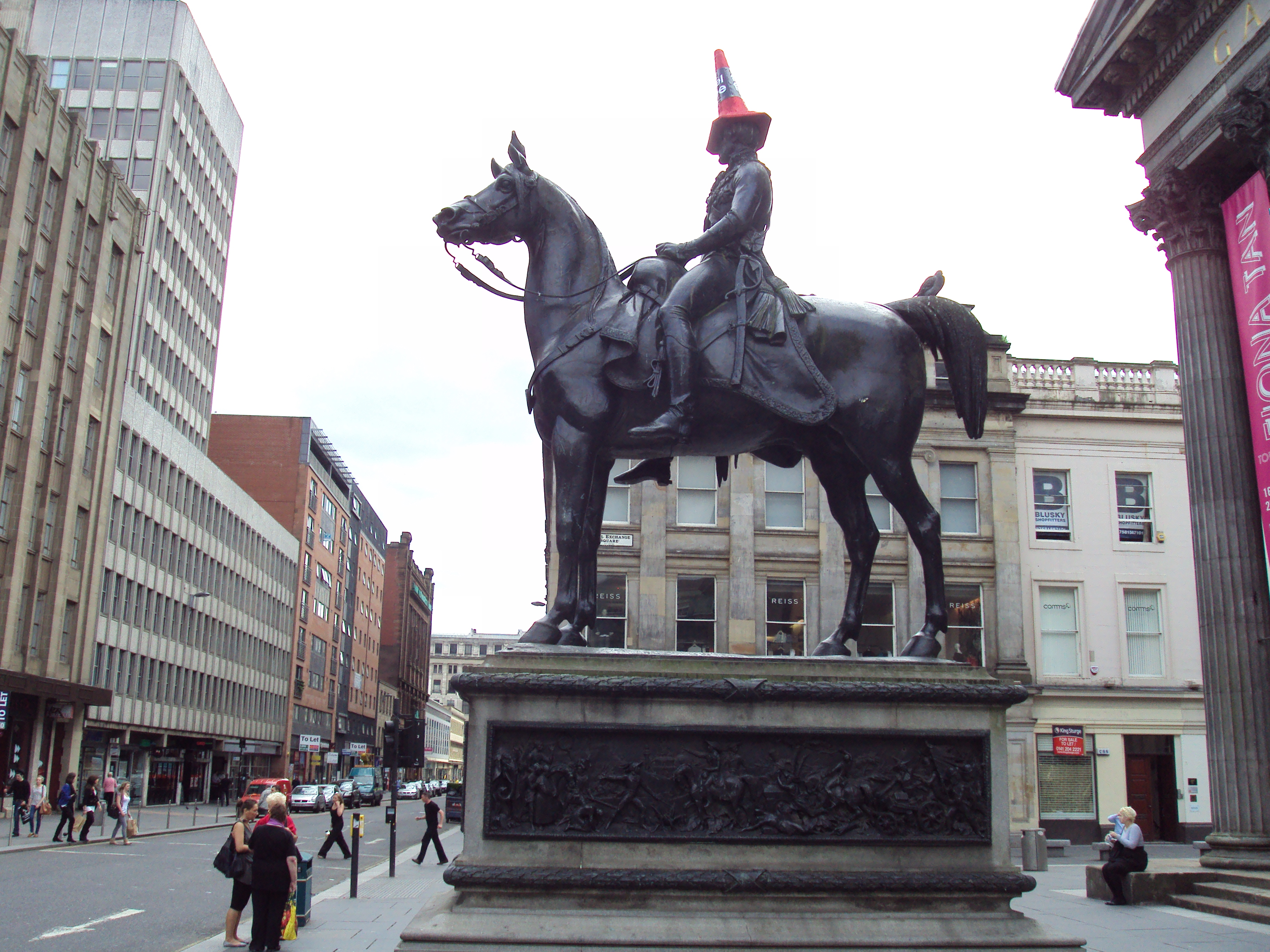
Übliche Dekoration mit Leitkegel

Die Duke of Wellington Statue ist ein Denkmal in der schottischen Stadt Glasgow. 1970 wurde das Bauwerk in die schottischen Denkmallisten in der höchsten Denkmalkategorie A aufgenommen.

## Geschichte
Das Denkmal wurde im Jahre 1844 in Gedenken an Arthur Wellesley, 1. Duke of Wellington von Carlo Marochetti geschaffen, der auch die Queen Victoria Statue und die Prince Albert Statue am George Square entwarf. Seit spätestens Mitte der 1980er Jahre ist es üblich, das Haupt der Statue mit einem Leitkegel verdeckt zu sehen. Obschon Ordnungsdienste die Kopfbedeckung regelmäßig entfernen, setzen Unbekannte sie stets wieder auf. Hieraus resultieren bereits Beschädigungen der Statue. Die Kosten für die Entfernung des Kegels werden auf hundert Pfund geschätzt. Da die Stadt die Summe von rund zehntausend Pfund pro Jahr für hundert Entfernungen nicht mehr tragen wollte, wurde im Zuge einer Restaurierung im Jahre 2013 beschlossen, den Sockel auf die doppelte Höhe aufzustocken, um die Dekoration zu erschweren. Die Pläne entfachten Proteste, weshalb sie schließlich nicht umgesetzt wurden.

## Beschreibung
Das Wellington-Denkmal steht am Royal Exchange Square vor der Gallery of Modern Art im Zentrum Glasgows. Die Statue ruht auf einem länglichen, grauen Steinpostament. Seine Seitenfläche zieren ornamentierte Bronzetafeln und Bronzebänder. Die Bronzestatue zeigt Wellington in Uniform auf einem Pferd sitzend.